# Palci
Palci (in sloveno Palčje) è un centro abitato della Slovenia, frazione del comune di San Pietro del Carso.